# Sai Baba (Shirdi)

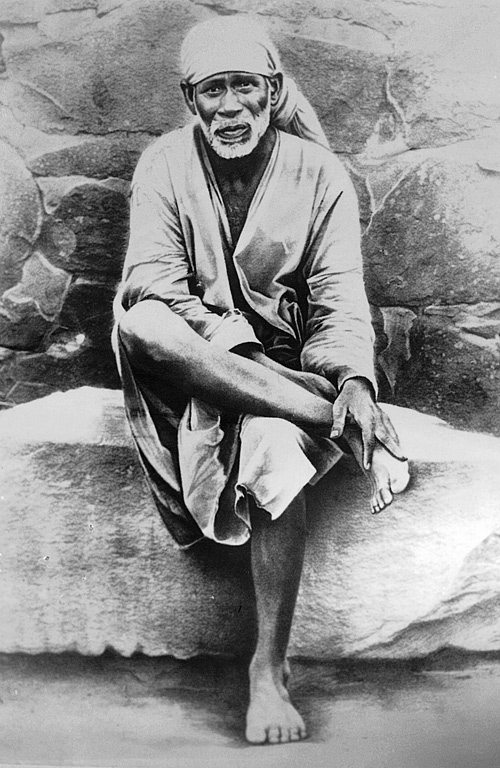
Sai Baba

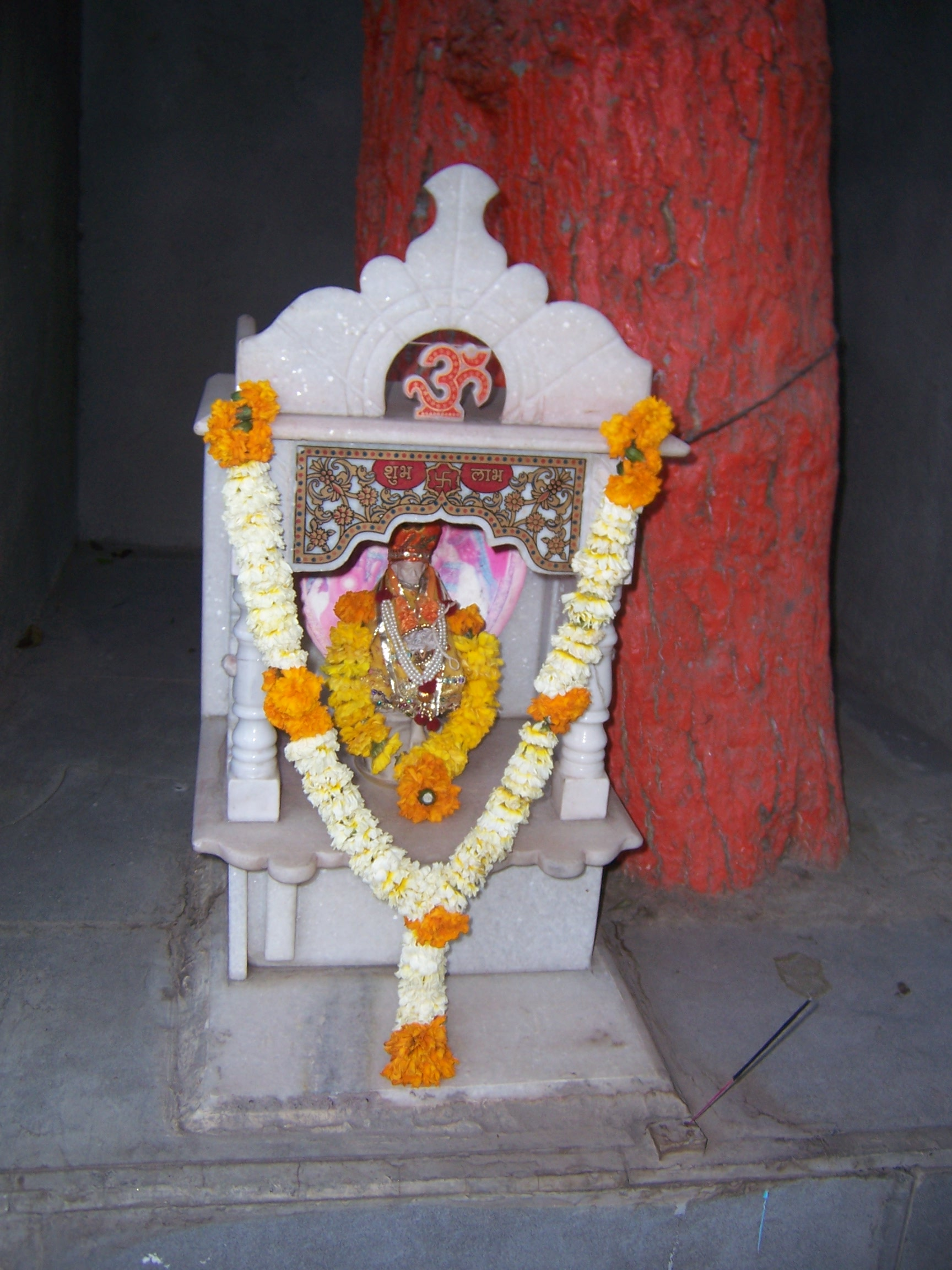
Kleiner Sai-Baba-Schrein am Straßenrand, Bajirao Road, Pune (Indien)

Sai Baba (* um 1838 oder 1856; † 1918 in Shirdi) war ein spiritueller Lehrer, Yogi und Fakir, der in Shirdi in der Nähe von Mumbai (Maharashtra) gewirkt hat. „Sai Baba“ ist ein Ehrentitel, der ihm von Verehrern verliehen worden ist (Pers. Sai „Heiliger“, Hindi Baba „Vater und Mutter“). Seine Popularität soll in seiner einzigartigen Ausstrahlung begründet gewesen sein. Er versuchte, Muslime und Hindus zu vereinen und ihre Unterschiede zu überwinden: „Ich schaue auf alle mit dem gleichen Auge“.

## Leben
Sai Baba lebte in Shirdi, sein richtiger Name ist unbekannt. Er war bekannt dafür, vage, irreführend und widersprüchlich auf Fragen nach seinen Eltern und seiner Herkunft zu antworten, und darauf zu beharren, dass diese Fragen unwichtig seien.
Es wird berichtet, dass er im Alter von ungefähr 16 Jahren in Shirdi auftrat. Die Biografen sind sich einig, dass er drei Jahre in Shirdi blieb, dann für etwa ein Jahr wegging und um 1858 für immer nach Shirdi zurückkehrte, woraus 1838 als sein vermutliches Geburtsjahr abgeleitet wurde. Er lebte asketisch, saß unbeweglich unter einem Niembaum und meditierte in Yoga-Haltung. „Die Dorfbewohner waren verwundert, einen derart jungen Burschen bei so harten Bußübungen zu sehen, ohne dass er sich an Hitze oder Kälte störte. Tagsüber suchte er niemandes Gesellschaft, in der Nacht fürchtete er niemanden.“ Seine Gegenwart zog die Neugier der Dorfbewohner auf sich und religiös Gesinnte wie Mhalsapati, Appa Jogle and Kashinatha besuchten ihn regelmäßig, während andere ihn für verrückt hielten und Kinder des Dorfes ihn mit Steinen bewarfen.
Angeblich heilte er  Menschen mit Vibhuti (heiliger Asche) und unzählige Wundertaten geschahen in seiner Gegenwart.
Shirdi Sai Baba wird von manchen seiner Anhänger als ein Avatar, eine Herabkunft, von Shiva oder Dattatreya angesehen, als göttliches Wesen. Als Heiliger verehrt wird er besonders in der Gegend um Mumbai, zahlreiche Tempel sind ihm zu Ehren aufgebaut.

## Nachwirken
Sathya Sai Baba und Bala Sai Baba behaupteten, eine Reinkarnation von Shirdi Sai Baba zu sein. Sai Kaleshwar berief sich auf seine Lehren.

## Fotos

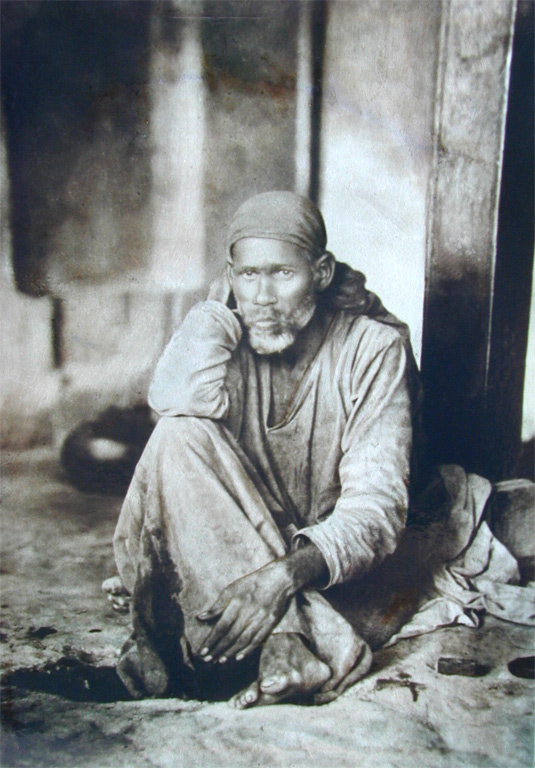
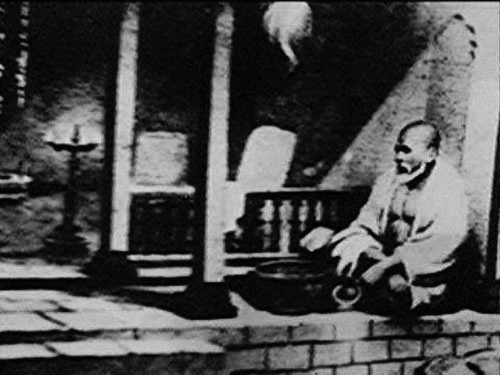
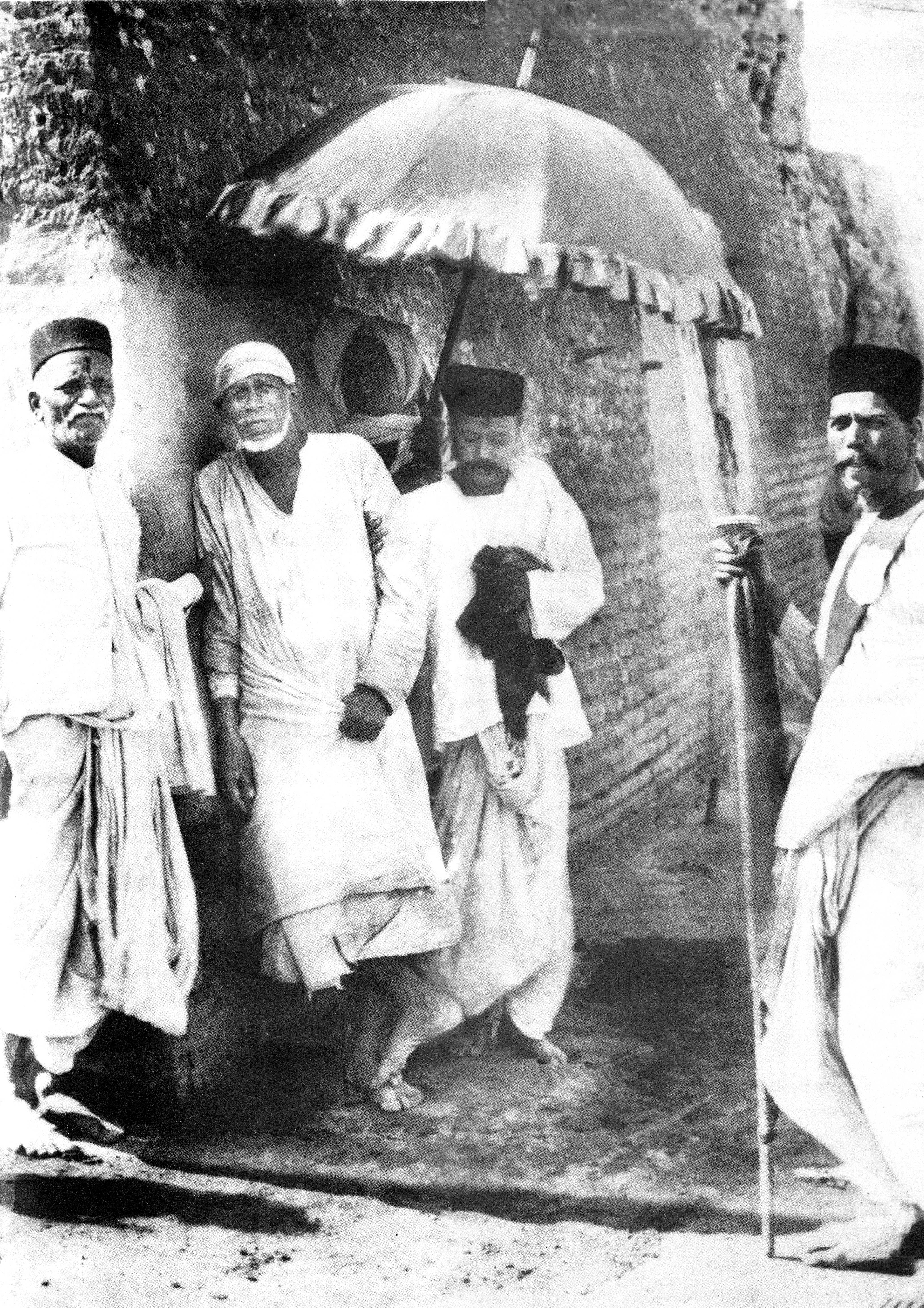
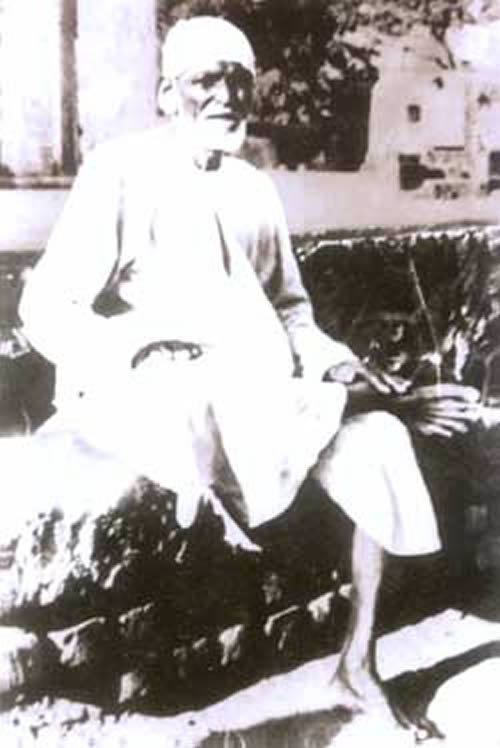